# Atılay Özgür
Atılay Özgür (* 1943) ist ein ehemaliger türkischer Fußballspieler.

## Karriere
Özgür spielte in seiner kurzen Karriere für Karşıyaka SK, Eskişehirspor, Galatasaray Istanbul und Vefa Istanbul. Er kam zu 50 Ligaspielen und erzielte fünf Tore. Mit Galatasaray wurde der Stürmer 1969 türkischer Meister.

## Weblink
- Spielerprofil auf mackolik.com

| Personendaten    | Personendaten             |
| ---------------- | ------------------------- |
| NAME             | Özgür, Atılay             |
| KURZBESCHREIBUNG | türkischer Fußballspieler |
| GEBURTSDATUM     | 1943                      |